# Župna crkva Kraljice Mira (Makarska)
Župna crkva Kraljice Mira katolička je crkva u Makarskoj izgrađena 2005. godine. Posvetio ju je splitsko-makarski nadbiskup mons. Marin Barišić 30. svibnja 2005.
Župa je osnovana 1969. godine.